# José Daniel Olave
Daniel Olave (Cali, Valle del Cauca, Colombia; 3 de enero de 1994) es un futbolista colombiano. Juega como defensa.

## Trayectoria

### Deportes Tolima
En el año 2018 llega al equipo pijao del Fútbol Profesional colombiano.

## Clubes
| Club                | País     | Año         |
| ------------------- | -------- | ----------- |
| Deportivo Cali      | Colombia | 2012 - 2013 |
| Jaguares de Córdoba | Colombia | 2014 - 2015 |
| Boyacá Chicó        | Colombia | 2015 - 2017 |
| Deportes Tolima     | Colombia | 2018        |

## Estadísticas
| Club                           | Temporada           | Liga  | Liga  | Copa Nacional | Copa Nacional | Copa Internacional | Copa Internacional | Total | Total | Prom. · |
| Club                           | Temporada           | Part. | Goles | Part.         | Goles         | Part.              | Goles              | Part. | Goles | Prom. · |
| ------------------------------ | ------------------- | ----- | ----- | ------------- | ------------- | ------------------ | ------------------ | ----- | ----- | ------- |
| Deportivo Cali · Colombia      | 2012                | 0     | 0     | 3             | 0             | -                  | -                  | 3     | 0     | 0,00    |
| Deportivo Cali · Colombia      | 2013                | 0     | 0     | 0             | 0             | -                  | -                  | 0     | 0     | 0,00    |
| Deportivo Cali · Colombia      | Total               | 0     | 0     | 3             | 0             | 0                  | 0                  | 3     | 0     | 0,00    |
| Jaguares de Córdoba · Colombia | 2014                | 37    | 0     | 8             | 0             | -                  | -                  | 45    | 0     | 0,00    |
| Jaguares de Córdoba · Colombia | 2015                | 13    | 0     | 4             | 1             | -                  | -                  | 17    | 1     | 0,05    |
| Jaguares de Córdoba · Colombia | Total               | 50    | 0     | 12            | 1             | 0                  | 0                  | 62    | 1     | 0,01    |
| Boyacá Chicó · Colombia        | 2015                | 5     | 0     | 1             | 0             | -                  | -                  | 6     | 0     | 0,00    |
| Boyacá Chicó · Colombia        | 2016                | 10    | 0     | 0             | 0             | -                  | -                  | 10    | 0     | 0,00    |
| Boyacá Chicó · Colombia        | 2017                | 27    | 0     | 2             | 0             | -                  | -                  | 29    | 0     | 0,00    |
| Boyacá Chicó · Colombia        | Total               | 42    | 0     | 3             | 0             | 0                  | 0                  | 45    | 0     | 0,00    |
| Deportes Tolima · Colombia     | 2018                | 0     | 0     | 1             | 0             | -                  | -                  | 1     | 0     | 0,00    |
| Deportes Tolima · Colombia     | Total               | 0     | 0     | 1             | 0             | 0                  | 0                  | 1     | 0     | 0,00    |
| Total en su carrera            | Total en su carrera | 93    | 0     | 18            | 1             | 0                  | 0                  | 111   | 1     | 0,009   |

## Palmarés

### Campeonatos nacionales
| Título          | Club                | País     | Año  |
| --------------- | ------------------- | -------- | ---- |
| Primera B       | Jaguares de Córdoba | Colombia | 2014 |
| Primera B       | Boyacá Chicó        | Colombia | 2017 |
| Torneo Apertura | Deportes Tolima     | Colombia | 2018 |